# 小行星22442
小行星22442（22442 Blaha）是一颗绕太阳运转的小行星，为主小行星带小行星。该小行星于1996年10月14日发现。

## 轨道参数
小行星22442的轨道半长轴为2.1911159 UA，离心率为0.028。